# Neophilie
Neophilie (aus griech. νέος, neos = ‚neu‘, φιλία, philía = ‚Zuneigung‘) – ein Begriff, der durch den Schriftsteller Robert Anton Wilson populär wurde – ist durch Neugier und eine große Offenheit und Affinität gegenüber Neuem, Andersartigem und Veränderungen gekennzeichnet. Der Begriff wurde u. a. von Christopher Booker in seinem Buch „The Neophiliacs“ (1969) und von J. D. Salinger in seiner Kurzgeschichte „Hapworth 16, 1924“ (1965) verwendet.
Typische Merkmale neophiler Menschen sind:
- Bedürfnis, Neues kennenzulernen und zu erfahren
- Bereitschaft und Fähigkeit, sich schnell an Veränderungen anzupassen
- Abneigung gegenüber Wiederholung und Routine
- Wunsch nach neuen Erfahrungen, persönlicher Entwicklung, Abwechslung, Vielfalt
- Bedürfnis, selbst Neues zu schaffen, Dinge oder Gegebenheiten zu verändern
- Abneigung gegen starre Regeln, Zwänge, Traditionen, soziale Normen

Vom Visionär unterscheidet sich der Neophile u. a. dadurch, dass er aktiv die unmittelbare Erfahrung der Neuheit sucht und nicht nur darüber philosophiert. Das Antonym zu Neophilie ist die Neophobie, die starke Abneigung gegen oder Angst vor etwas Neuem, unbekannten Situationen, neuartigen Dingen oder fremden Personen oder Veränderung. Neophilie kann in verschiedenen Bereichen (z. B. sozial, intellektuell, kulturell, künstlerisch, technisch, sportlich) ihren Ausdruck finden.
Nach wissenschaftlichen Untersuchungen besteht ein möglicher Zusammenhang zwischen der Konzentration des Enzyms Monoaminoxidase A und einer Prädisposition für eine bestimmte Art von Neophilie.
Der Begriff Neophilie wird in der Verhaltensforschung und Medizin verwendet, um das Erkundungsverhalten (Exploration) in unbekannten Umgebungen, wie auch gegenüber unbekannten Nahrungsmitteln bei Tieren und Menschen im Kindesalter zu beschreiben. Neophilie korreliert stark mit dem Merkmal Offenheit für Erfahrungen, einer der fünf Hauptdimensionen einer Persönlichkeit nach dem Fünf-Faktoren-Modell (Big Five).